# فرانتسيسكا هون
فرانتسيسكا هون Franziska Huhn (من مواليد 1977 في برلين في ألمانيا) هي عازفة هارب ألمانية. حاليا، تعيش في الولايات المتحدة.
ولدت فرانزيسكا هون في برلين بألمانيا عام 1977 بدأت العزف على الهارب في سن التاسعة. عندما كانت في الرابعة عشرة من عمرها، فازت بالجائزة الألمانية "الشباب الموسيقي" Jugend Musiziert. درست في جامعة بوسطن مع لوسيل لورانس وتخرجت بدرجة بكالوريوس في الموسيقى. واصلت دراستها مع آن هوبسون بايلوت في معهد نيو إنجلاند الموسيقي وحصلت على درجة الماجستير في عزف الهارب. في عام 2005، حصلت على دبلوم كأول عازفة هارب على الإطلاق من المعهد الموسيقي.
قدمت العديد من الحفلات الفردية في جميع أنحاء الولايات المتحدة وكذلك في ليتوانيا والنرويج وبولندا وتركيا وروسيا وسوريا وباكستان وألمانيا.
منذ عام 2003، عملت مديرا مساعدا لسيمنار الهارب في معهد تانغلوود بجامعة بوسطن. وتعمل هون كعضو هيئة تدريس في معهد نيو إنجلاند الموسيقي، وتدير قسم الهارب في مدرسة لونجي للموسيقى في كامبريدج في ماساتشوستس. وانضمت مؤخرًا إلى هيئة التدريس في كلية الفنون الجميلة بجامعة بوسطن. 